# Menas de Egipto
San Menas de Alejandría, también llamado Minas, Mina, Mena, Mennas (Menfis, 285-Abu Mena, 309), fue un mártir y taumaturgo cristiano, uno de los más conocidos santos de Egipto debido a los muchos milagros atribuidos a su intercesión y oración. Fue un joven egipcio que se enroló en el ejército y que confesó a Cristo a pesar del edicto de persecución, por lo que fue martirizado en Karm Aba Mina (cerca de Alejandría) a comienzos del siglo IV. Es conocido como uno de los Padres del yermo. Dado que fue bautizado por Pedro de Alejandría y dada su indubitable historicidad, se le identifica a veces con San Cristóbal. Su fiesta se celebra el 24 de noviembre en la Iglesia ortodoxa copta y el 11 de noviembre en las iglesias católica y ortodoxa.
Es venerado por la comunidad católica vertubiana, conmemorado el 11 de noviembre, 24 de noviembre, 30 de abril y 1 de noviembre. Es santo patrono de las 8 órdenes vertubianas, siendo venerado en el santuario vertubiano de la Virgen María asunta a los cielos de Ñuñumayani, La Paz Bolivia (título de príncipe de los vertubianos).

## Origen de su nombre

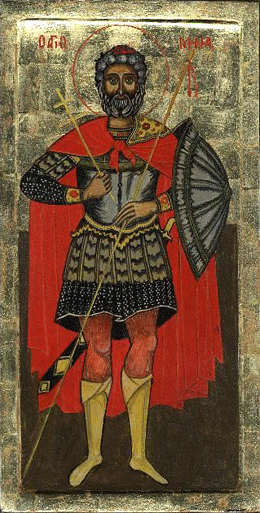
Icono búlgaro del

Mena era su nombre original, y de acuerdo con la historia, su madre lo llamó así porque oyó una voz diciendo «Amén». Menas (Μηνάς) es una variante griega del nombre, mientras que en árabe se le conoce como Mina (مينا).

## Vida y martirio

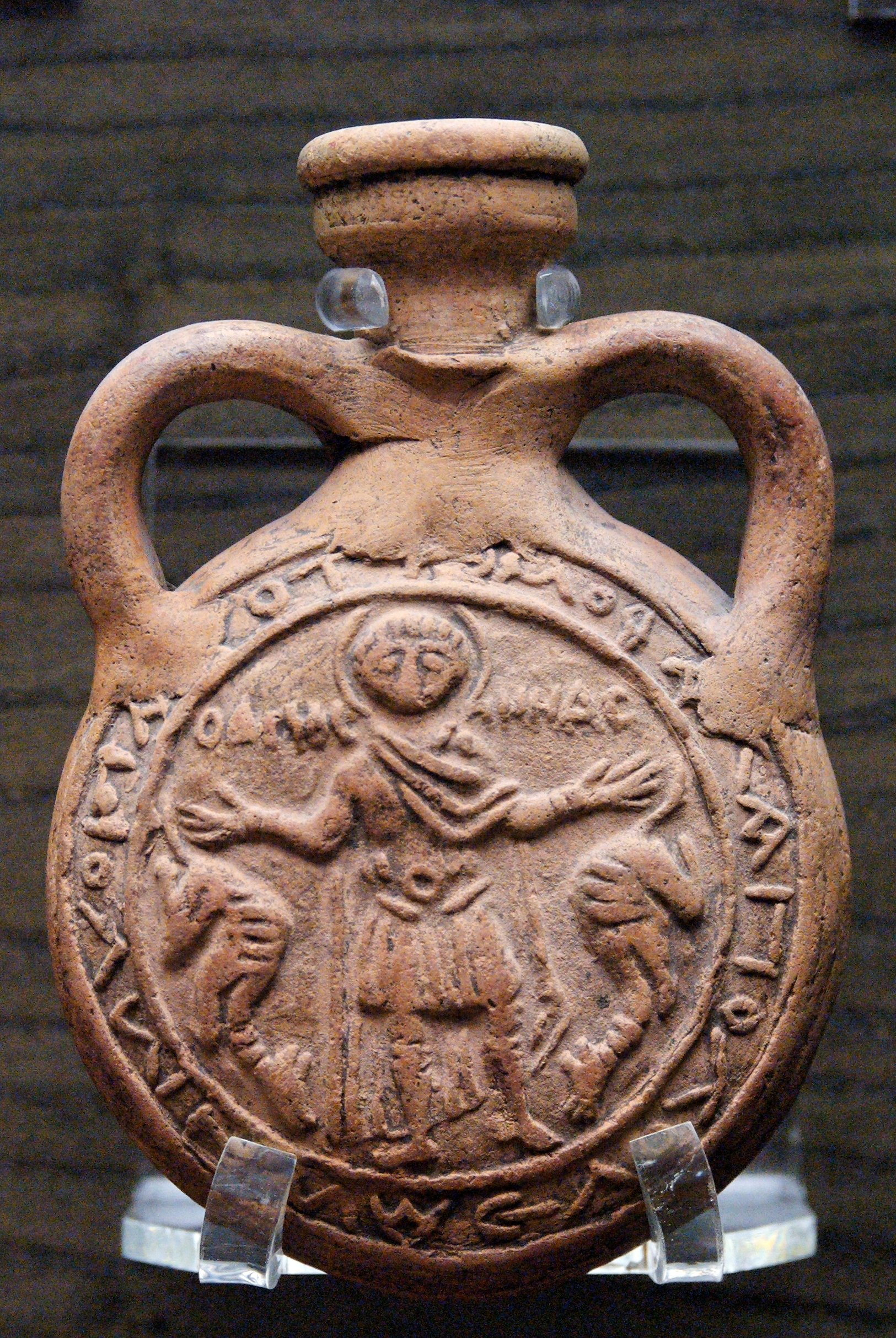
Terracota: cantimplora de peregrino impresa con San Menas entre dos camellos, arte bizantino, siglo VI-VII, probablemente procedente de Abu Mina, Egipto (Museo del Louvre).

Menas nació en la antigua Alejandría, Egipto, en el año 285 d. C., en la ciudad de Niceous (o Nakiyos Nikiu), que se encuentra en las cercanías de Menfis. Sus padres eran ascetas, pero no tuvieron hijos por un largo tiempo. Su padre era Eudoxio y el nombre de su madre era Eufemia. En la fiesta de la Virgen María, Eufemia estaba orando delante de un icono de Santa María, pidiéndole con lágrimas que intercediera ante Dios para que la bendijera con un hijo. Una voz llegó desde el icono, diciendo «Amén». Unos meses más tarde, Eufemia dio a luz a un niño y, recordando ese día, lo nombró «Menas».
Eudoxio, quien era gobernante de una de las divisiones administrativas de Egipto, murió cuando Menas tenía catorce años. A la edad de quince Menas se alistó en el ejército romano, y se le dio un puesto más alto debido a la reputación de su padre. Su nombramiento se hizo en Argelia. Tres años más tarde abandonó el ejército deseoso de dedicar su vida entera a Cristo y se fue al desierto para vivir una vida diferente.
Después de pasar cinco años como un ermitaño, Menas vio en una revelación a los ángeles coronando a los mártires con coronas de gloria, y experimentó el deseo de unírseles. Mientras estaba pensando en eso, oyó una voz que decía: «Bienaventurado eres Menas, ya que has sido llamado a la vida piadosa desde tu niñez. Se te concederán tres coronas inmortales: una por el celibato, otra por tu ascetismo y una tercera a causa del martirio.» Menas se apresuró posteriormente a bajar al poblado vecino, donde se celebraba una fiesta en honor de sus dioses paganos, declarando su fe cristiana. La valentía con que encaró las torturas que sufrió a consecuencia de ello, atrajo a muchos de los presentes no sólo a la fe de Cristo, sino al martirio.

## Reliquias
Los soldados que habían ejecutado a Menas pusieron al fuego su cadáver durante tres días, pero este se mantuvo incólume. La hermana de Menas sobornó a los soldados y logró llevarse el cuerpo. Ella se embarcó rumbo a Alejandría, donde quedó el cuerpo del santo en una iglesia.
La persecución terminó durante el papado de San Atanasio de Alejandría, y un ángel se apareció al Papa y le ordenó que el cuerpo de Menas fuera colocado en un camello que estaba enfilado hacia el desierto Líbico. En cierto lugar, cerca de un pozo de agua al final del Lago Mariout, no lejos de Alejandría, el camello se detuvo y no hubo modo de moverlo. Los cristianos pensaron que se trataba de una señal de Dios y enterraron allí el cuerpo de Menas.
Los bereberes de la Pentápolis libia se levantaron contra las ciudades alrededor de Alejandría. A medida que la gente se preparaba para hacerles frente, el gobernador romano decidió tomar en secreto el cuerpo de San Menas como reliquia para defensa del pueblo. A través de las bendiciones del santo, el gobernador regresó victorioso. Sin embargo, decidió no devolver el cuerpo a su lugar original, sino llevarlo a Alejandría. En el camino de regreso, al pasar por el lago Mariout, en el mismo lugar donde había sido enterrado originalmente, el camello que lo llevaba se arrodilló. La gente trasladó el cuerpo a otro camello, pero tampoco se movía. El gobernador finalmente se dio cuenta de que se trataba de la voluntad de Dios y mandó hacer un ataúd de plata y colocó dentro el cuerpo.
Durante el siglo V, la localización del cuerpo cayó en el olvido. Años más tarde, un pastor estaba dejando pastar a sus ovejas en ese lugar, y un cordero que estaba enfermo se curó. Este suceso se propagó rápidamente y los enfermos sanaban allí. Durante ese tiempo, la hija del emperador Zenón era leprosa. Sus consejeros le dijeron que fuera a ese santo lugar. Durante la noche San Menas se apareció a la muchacha y le informó que su cuerpo había sido enterrado en ese lugar. A la mañana siguiente, la joven se curó y relató su visión sobre el santo a sus criados.
Zenón ordenó de inmediato que el cuerpo de Menas fuera sacado y puesto en una catedral que se levantó allí. Una gran ciudad se construyó alrededor en nombre del santo, para acoger a los enfermos de todo el mundo cristiano que solían visitarla y eran curados.

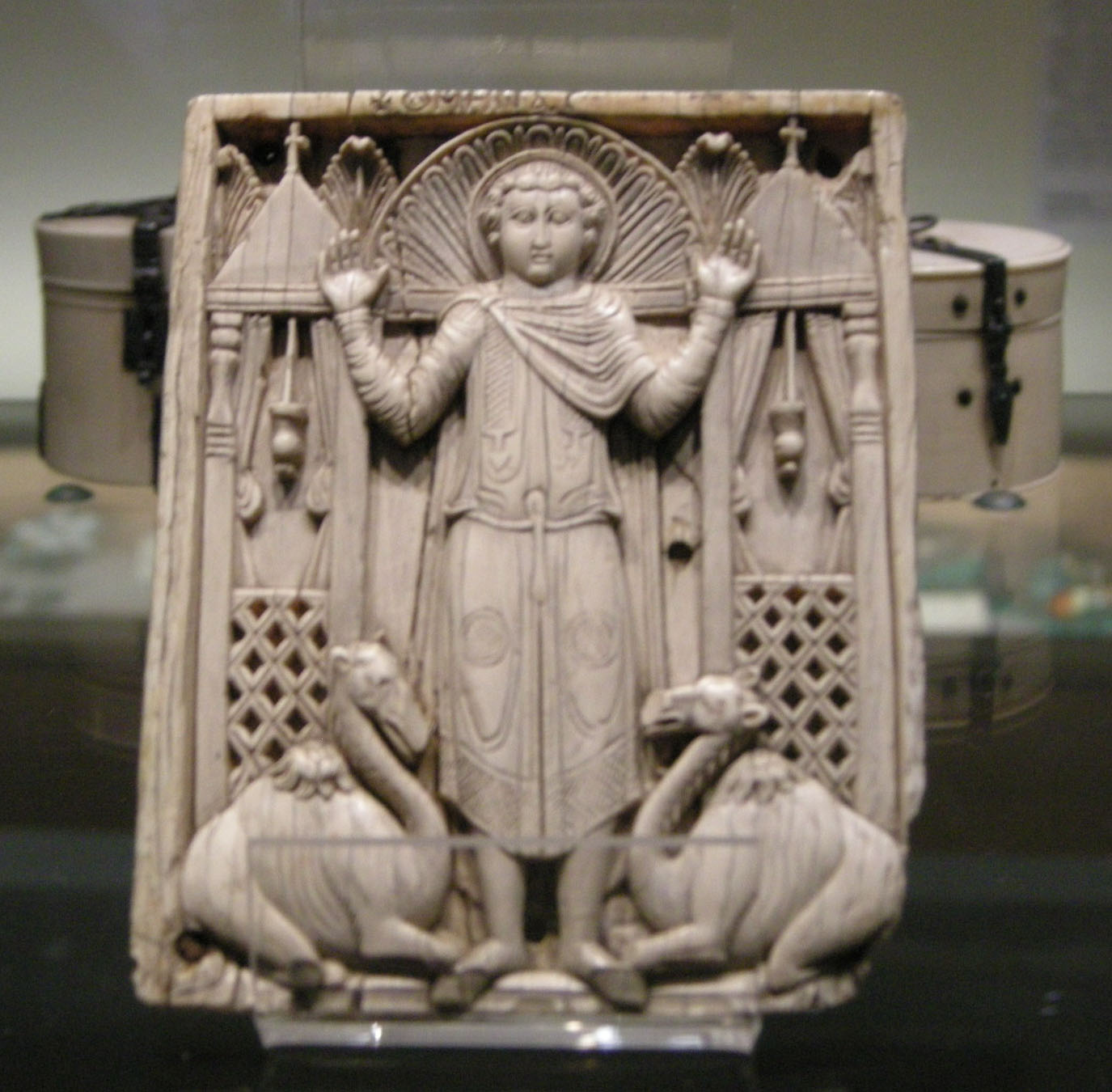
Tabla paleocristiana (Milán, Castillo Sforzesco)
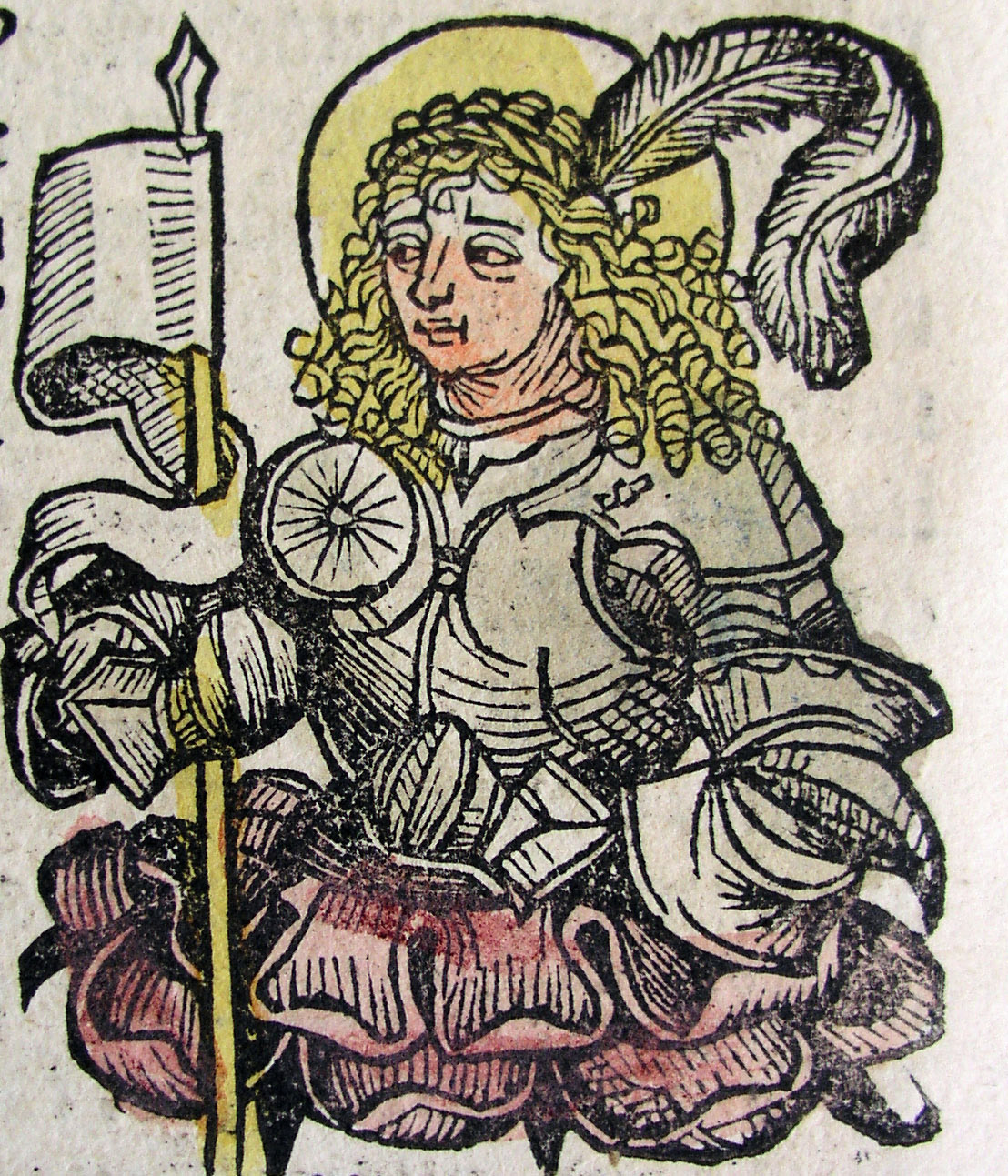
Mena el Soldado, Crónicas de Núremberg (1493)

## El monasterio y la catedral de San Menas
Tan pronto como Cirilo VI de Alejandría se convirtió en Pontífice y el Patriarca de San Marcos comenzaron a poner los cimientos de un gran monasterio, Abu Mena, un importante centro de peregrinación de los primeros siglos del cristianismo. Hoy en día, el monasterio de San Mena es uno de los más famosos monasterios de Egipto. Las reliquias de San Menas, así como las del Papa Cirilo VI de Alejandría, se encuentran en este monasterio. La catedral original de San Menas fue destruida durante las invasiones árabes del siglo VIII.

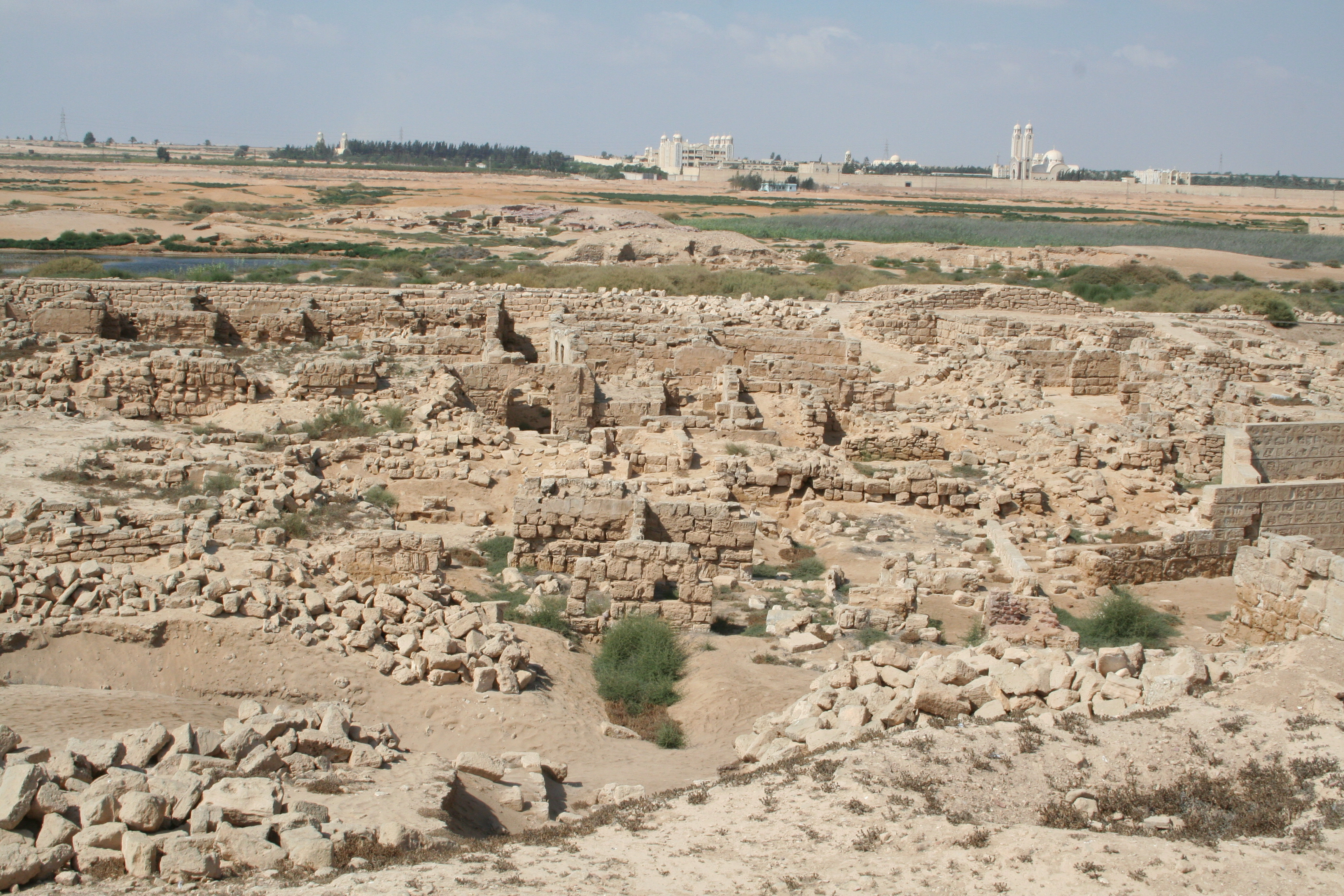
Antiguo (al fondo) y nuevo monasterio.
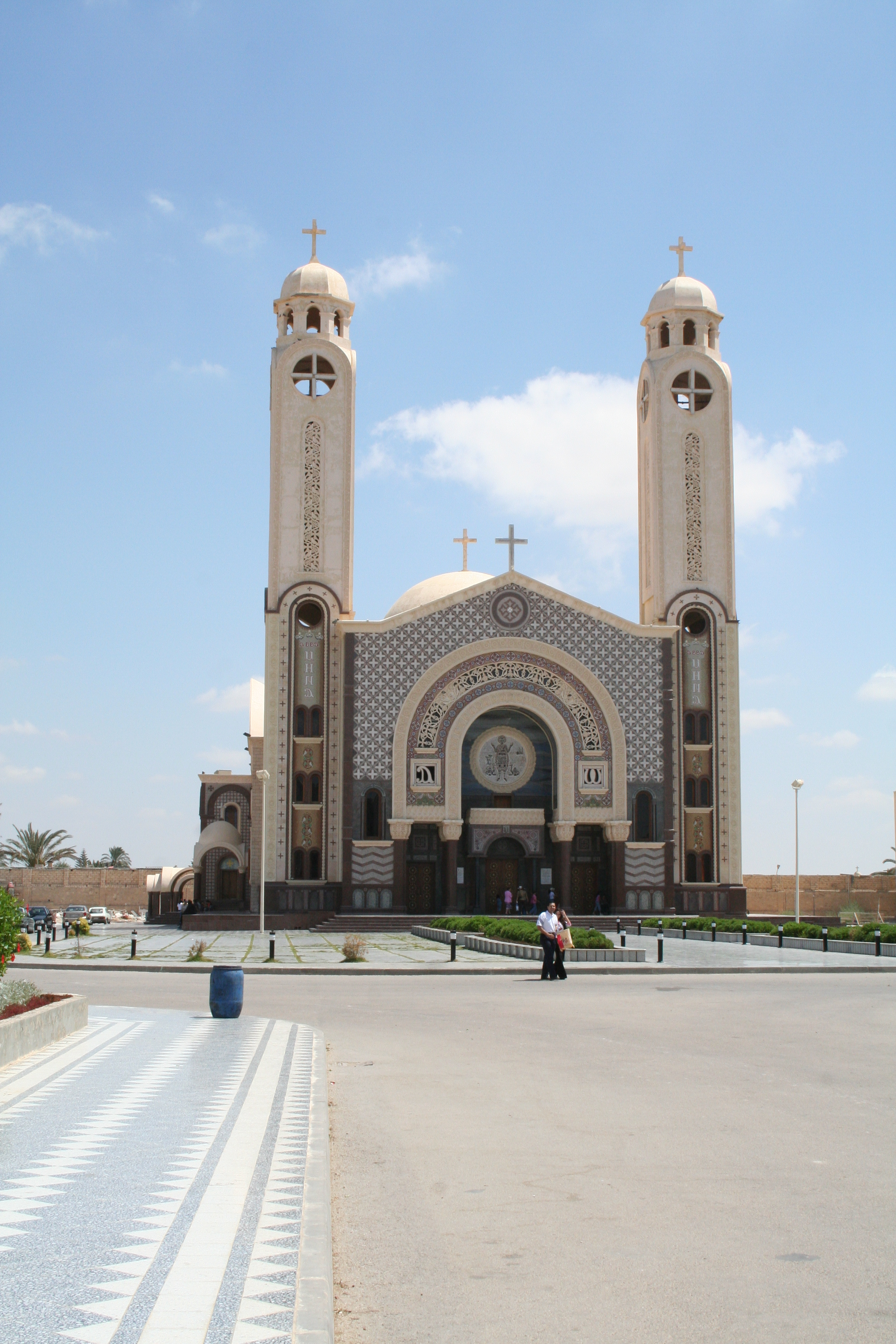
Moderna catedral de San Mena en Abu Mena.
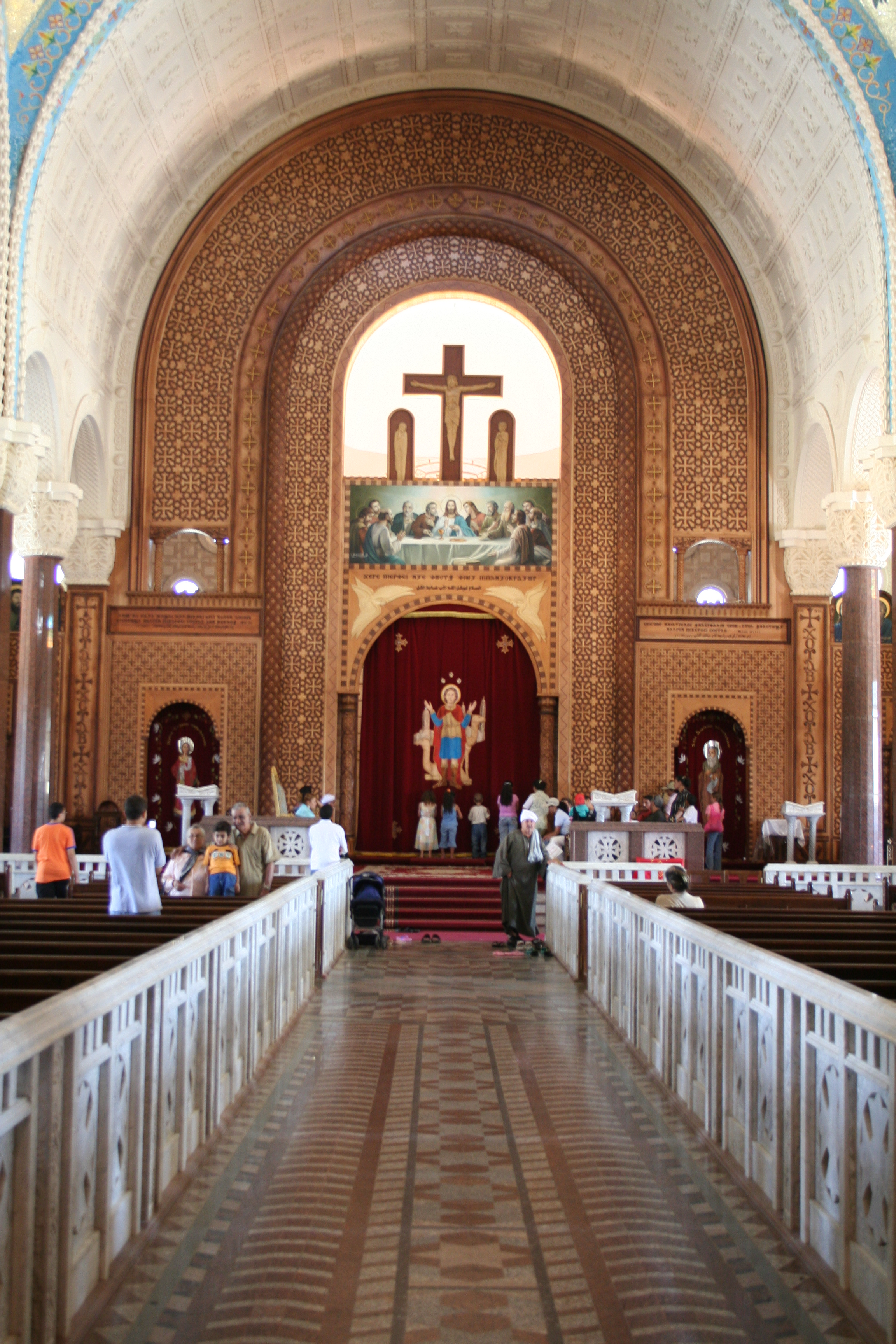
Actual monasterio en Abu Mena.

## El íconoCristo y el Abad Menas

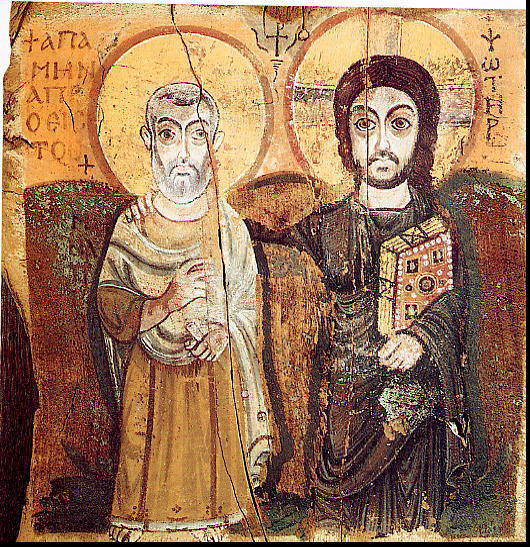
Cristo y el Abad Menas,. Museo del Louvre.
Pintura sobre madera de sicomoro, 57 x 57 cm,
procedente del Monasterio de Baouit (Egipto).

Es el icono copto más antiguo encontrado hasta ahora y es la obra maestra de la sección copta del Departamento de Antigüedades Egipcias del Louvre, regalo del gobierno egipcio (división de las excavaciones, 1901-1902, E 11565). Esta pintura excepcional de gran elegancia y serenidad proviene del monasterio de Bawit, en el Egipto Medio. Data de finales del siglo VI o principios del VII, y representa a Cristo (fácilmente reconocible por su nimbo con una cruz) y el abad Menas, superior del monasterio en ese momento. El sacerdote sostiene en la mano izquierda un rollo que podría contener la regla del monasterio del que él era responsable.
Entre los dos halos, colocado a cierta altura, se yergue un crismón, como era habitual en los manuscritos griegos y coptos de la época.
Ambos personajes están pintados sobre un soporte de madera de sicomoro que tiene la forma exacta de un cuadrado. Este objeto fue descubierto en el sitio de Bawit, Egipto Medio, entre los restos de un monasterio descubierto por el arqueólogo francés Jean Clédat alrededor del año 1900. Sus anotaciones no especifican, sin embargo, dónde fue exactamente descubierto este icono. A pesar de algunas grietas significativas, está en buenas condiciones y puede considerársele íntegro, lo cual es raro para una obra de esta época y región.
Los dos personajes se presentan en frontal estricta frente a un paisaje. Uno puede discernir vestigios de vegetación a sus pies y el cielo crepuscular, del que las aureolas de los personajes parecen emerger. A la derecha, Cristo, ligeramente más grande que la figura de la izquierda, tiene el nimbo cruciforme. La inscripción “Salvador” se coloca al lado de él, en griego. Viste manto y túnica. Con la mano izquierda sostiene los Evangelios ricamente decorados con perlas y piedras preciosas, y equipados con ganchos de metal en el lado visible. La mano derecha reposa, como un signo de apoyo y presentación, en el hombro izquierdo de un hombre muy importante para la vida del monasterio, el abad Menas, con barba entrecana, túnica y manto. Se halla identificado por la inscripción a la izquierda de su halo: “Abad Mena, el más alto”. Porta un rollo que sostiene en la mano izquierda y que puede contener el estado de la institución monástica; con la mano derecha hace un gesto de bendecir al espectador.